# Ophicrania stygius
Ophicrania stygius är en insektsart som först beskrevs av John Obadiah Westwood 1859.  Ophicrania stygius ingår i släktet Ophicrania och familjen Phasmatidae. Inga underarter finns listade i Catalogue of Life.